# سيبكان
سيبكان هي قرية في مقاطعة سردشت، إيران. يقدر عدد سكانها بـ 305 نسمة بحسب إحصاء 2016.